# Intertrust
Intertrust was een groot Nederlands trust- en ondernemingsbeheerbedrijf gevestigd in Amsterdam. Het bedrijf stond bekend om zijn fiduciaire diensten, waaronder belasting-, trust-, bedrijfsbeheer- en outsourcingprocessen.
Intertrust had locaties wereldwijd. Ongeveer 40% van de omzet werd in 2021 gerealiseerd in West-Europa, 20% in Noord- en Zuid-Amerika en de overige 40% in Azië. De grootste kostenpost was het personeel, dit maakte zo'n 60% van de totale kosten uit. De aandelen van het bedrijf waren genoteerd op de Euronext aandelenbeurs, maar de notering is na de overname door CSC gestaakt.

## Geschiedenis
In 1952 werd op Curaçao de NV Trustmaatschappij Pierson, Heldring & Pierson opgericht door Pierson, Heldring & Pierson. In 1975 werd Pierson, Heldring & Pierson overgenomen door de AMRO Bank en Mees & Hope Bankiers door de ABN Bank. Na de fusie van ABN Bank en AMRO bank tot ABN AMRO in 1991, werden Pierson, Heldring & Pierson en Mees & Hope Bank in 1993 samengevoegd tot MeesPierson. De trust- en bedrijfsmanagementdiensten werden omgedoopt tot MeesPierson Trust.
In 1997 werd MeesPierson overgenomen door Fortis. In 2002 nam MeesPierson Holland Intertrust Corporation over en kreeg het de naam MeesPierson Intertrust. In 2006 nam het bedrijf de naam van de eigenaar over en kreeg het de naam Fortis Intertrust.
In juni 2009 kreeg Fortis Intertrust een nieuwe naam: Intertrust. Het werd verkocht aan Waterland Private Equity Investments van de Nederlandse investeerder Rob Thielen voor een gerapporteerde prijs van € 210 miljoen of € 250 miljoen.
In december 2012 kondigde Blackstone Group aan dat het Intertrust zou overnemen van Waterland Private Equity Investments, wat in april 2013 werd afgerond. Volgens rapporten heeft Blackstone er € 675 miljoen voor betaald.
In juni 2013 werd ATC overgenomen voor US$ 397 miljoen.
In juni 2015 volgde de overname van CorpNordic over. In 2016 kondigde het bedrijf aan dat het Elian zou overnemen voor US$ 625 miljoen in contanten, aandelen en schulden.
Op 15 oktober 2015 gingen de aandelen naar de beurs. Voor de beursgang had Blackstone 74,1% van de aandelen in handen en de rest zat bij het management en belangrijke werknemers. Het bedrijf telde toen zo'n 1600 medewerkers. De introductieprijs was € 15,50.
In juni 2019 werd de overname van de aanbieder van technologieoplossingen Viteos aangekondigd. Bij dit Amerikaanse bedrijf, opgericht in 2003, werkten ruim 700 mensen.
In november 2021 deed investeerder CVC Capital Partners een bod van € 18 per aandeel op Intertrust. Een maand later kwam Corporation Service Company (CSC) met een hoger bod van € 20 per aandeel en het bestuur van Intertrust stond hierachter. Het CSC bod geeft een totale waarde van € 1,8 miljard aan het bedrijf. De overname door CSC werd op 7 november 2022 afgerond.
Vanaf april 2024 wordt de naam InterTrust niet meer gebruikt.

## Activiteiten
Het hoofdkantoor was gevestigd in Amsterdam met operationele kantoren in Nederland, Luxemburg, de Kaaimaneilanden, Jersey en Guernsey. Het had ook vestigingen in Noord-Amerika, Zuid-Amerika, Europa, Azië en het Midden-Oosten, in totaal 41 kantoren in 30 landen. Het bedrijf beheerde de administratie van zo'n 40.000 "entiteiten", die nominaal gehuisvest zijn in de Nederlandse kantoren.